# Маргарета фон Труендинген
Маргарета фон Труендинген (на немски: Margareta, Margarethe von Truhendingen; * ок. 1271, Средна Франкония, Бавария; † 11 ноември 1293/1294) е графиня на Труендинген и чрез женитба графиня на Хоенлое-Вайкерсхайм.

## Произход
Тя е дъщеря на граф Фридрих I фон Труендинген († 1274) и съпругата му Маргарета фон Андекс-Мерания († 1271), вдовица на маркграф Пршемисъл от Моравия († 1239), дъщеря на херцог Ото I от Мерания († 1234) и първата му съпруга пфалцграфиня Беатрис II Бургундска († 1231). Тя е праправнучка на император Фридрих Барбароса.

## Фамилия
Маргарета фон Труендинген се омъжва ок. 1280 г. за граф Крафт I фон Хоенлое-Вайкерсхайм (1242 – 1313), вдовец на Вилиберг фон Вертхайм († 8 януари 1279), вторият син на граф Готфрид I фон Хоенлое-Романя († 1254/1255) и Рихица фон Краутхайм († 1262). Тя е втората му съпруга. Те имат децата:
- Крафт II (* ок. 1290; † 3 май 1344), граф на Хоенлое-Вайкерсхайм (1313 – 1344), женен пр. 21 декември 1306 г. за Аделхайд Мехтхилд фон Вюртемберг (* 1295; † 1342), дъщеря на граф Еберхард II фон Вюртемберг († 1325) и маркграфиня Ирмгард фон Баден († 1320)
- Рихца († 4 февруари; 28 април 1337), омъжена I. за Вилд-Енгелхард фон Вайнсберг (* пр. 1301; † 1316), II. пр. 13 ноември 1316 г. за граф Попо X фон Хенеберг († 1348), син на граф Хайнрих IV фон Хенеберг († 1317) и Кунигунда фон Вертхайм
- Аделхайд († сл. 1340), омъжена I. за граф Конрад V фон Йотинген († 1313); II. пр. 12 януари 1316 г. за граф Лудвиг VIII фон Ринек († 1333), III. пр. 1 юни 1337 г. за Улрих II фон Хоенлое-Браунек († 1345)
- дъщеря, монахиня в Ротенбург (1323)
- дъщеря, монахиня в Герлахсхайм (1323)
- дъщеря, монахиня в Цимерн ам Риз (1323/1343)

Крафт I фон Хоенлое-Вайкерсхайм се жени трети път преди 3 юли 1295 г. за графиня Агнес фон Вюртемберг († 1305).